# 門部
門部（）は、漢字を部首により分類したグループの一つ。
康熙字典214部首では169番目に置かれる（8画の3番目、戌集の3番目）。

## 概要
「門」字は住宅や城壁といった建築物の出入口またはそこを開閉する装置を意味する。
古文字は両扉の形に象っており、片扉の形に象る「戸」字と対照される。
なお日本語では主として出入口の意味の方で使われるが、中国語や朝鮮語では開閉装置（つまり日本語の扉やドア）の意味で使われることがある。また引伸して物事の重要な鍵、一族や学派・宗派といった派閥、分類の大別などを意味する。
偏旁の意符としては扉や囲いに関することを示す。左右上と外側を覆い半包囲構造を作る。
門部は上記のような意符を構成要素に持つ漢字を収める。
日本では、手書き等においては略字として「（ 门 ）」と書かれることがある。中国の簡体字の「门」とは字形が異なる。
なお、Unicodeの異体字セレクタでは、「门」(U+95E8) を親字として「（ 门 ）」も登録されている（U+95E8 E0100またはU+95E8 E0101）。そのため、Unicodeでは両者を包摂していると見ることができる。
「闘」という字の旧字体は「鬪」であるが、「門」と「鬥」は本来別物である。

## 部首の通称
- 日本：もんがまえ、かどがまえ
- 中国：門字
- 韓国：문문부（mun mun bu、扉の門部）
- 英米：Gate radical

## 部首字
門
- 中古音
  - 広韻 - 莫奔切、魂韻、平声
  - 詩韻 - 元韻、平声
  - 三十六字母 - 明母
- 現代音
  - 普通話 - ピンイン：mén 注音：ㄇㄣˊ ウェード式：men2
  - 広東語 - Jyutping:mun4 イェール式:mun4
- 日本語 - 音：モン（漢音・呉音） 訓：かど
- 朝鮮語 - 音：문(mun) 訓：문（mun、扉）・집안（jiban、家柄）・배움터（baeumteo、学舎）・분야（bunya、分野）

甲骨文
金文
大篆
小篆

## 例字
- 門・（ 门 ）・门
  - 1:閂、2:閄・閃、3:閉・閊、4:開・間・閑・閖・閏、5:閘、6:閣・関・閥・閧、7:閲・閭、9:闇・闍、10:闖・闔、11:關・䦰、12:闡、13:闢・闥、19:𨷻